# 雷基尼
雷基尼（法語：Recquignies，法語發音：[ʁɛkiɲi]）是法国上法兰西大区北部省的一个市镇，位于该省东部，属于埃尔普河畔阿韦讷区。

## 地理
雷基尼（50°16'51"N, 4°2'27"E）面积6.17 平方千米，位于法国上法蘭西大區北部省，该省份为法国最北部的省份及最长的省份，西北濒北海，西接加来海峡省，南至埃纳省和索姆省，东与比利时接壤。
与雷基尼接壤的市镇（或旧市镇、城区）包括：布苏瓦、阿斯旺、塞尔方丹、科勒雷、马尔庞、鲁西。

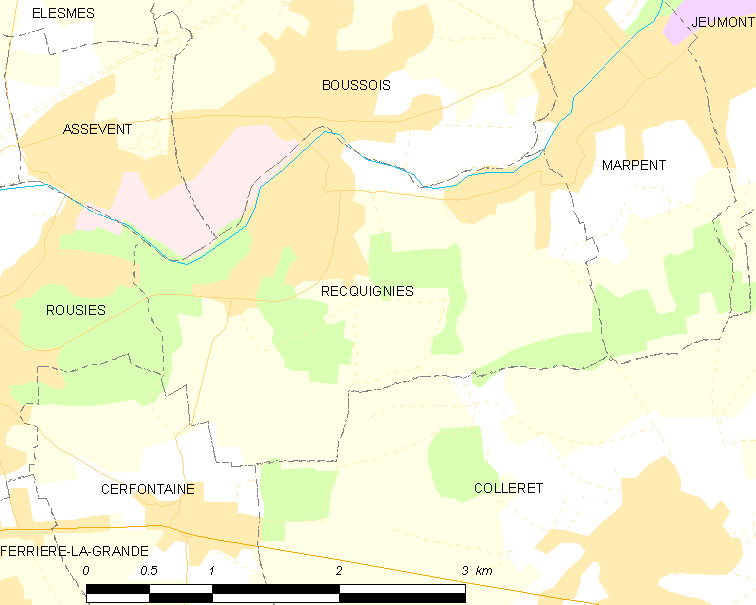
雷基尼的OSM定位图

雷基尼的时区为UTC+01:00、UTC+02:00（夏令时）。

## 行政
雷基尼的邮政编码为59245，INSEE市镇编码为59495。

## 政治
雷基尼所属的省级选区为富尔米县。

## 人口

1962-2008年间雷基尼人口变化图示

雷基尼于2022年1月1日时的人口数量为2379人。